# 王曦 (法学家)
王曦（1952年—），汉族，中华人民共和国法学家、政治人物、上海交通大学法学院环境资源法研究所所长、博士生导师，中国民主建国会中央委员会常务委员，第十一届全国政协委员。

## 生平
2002年12月，中国民主建国会第八次全国代表大会在北京召开，并选举产生第八届中央委员会，他当选常务委员。2008年，当选第十一届全国政协委员，代表中国民主建国会，分入第七组。并担任人口资源环境委员会专委。